# Universität Miyazaki

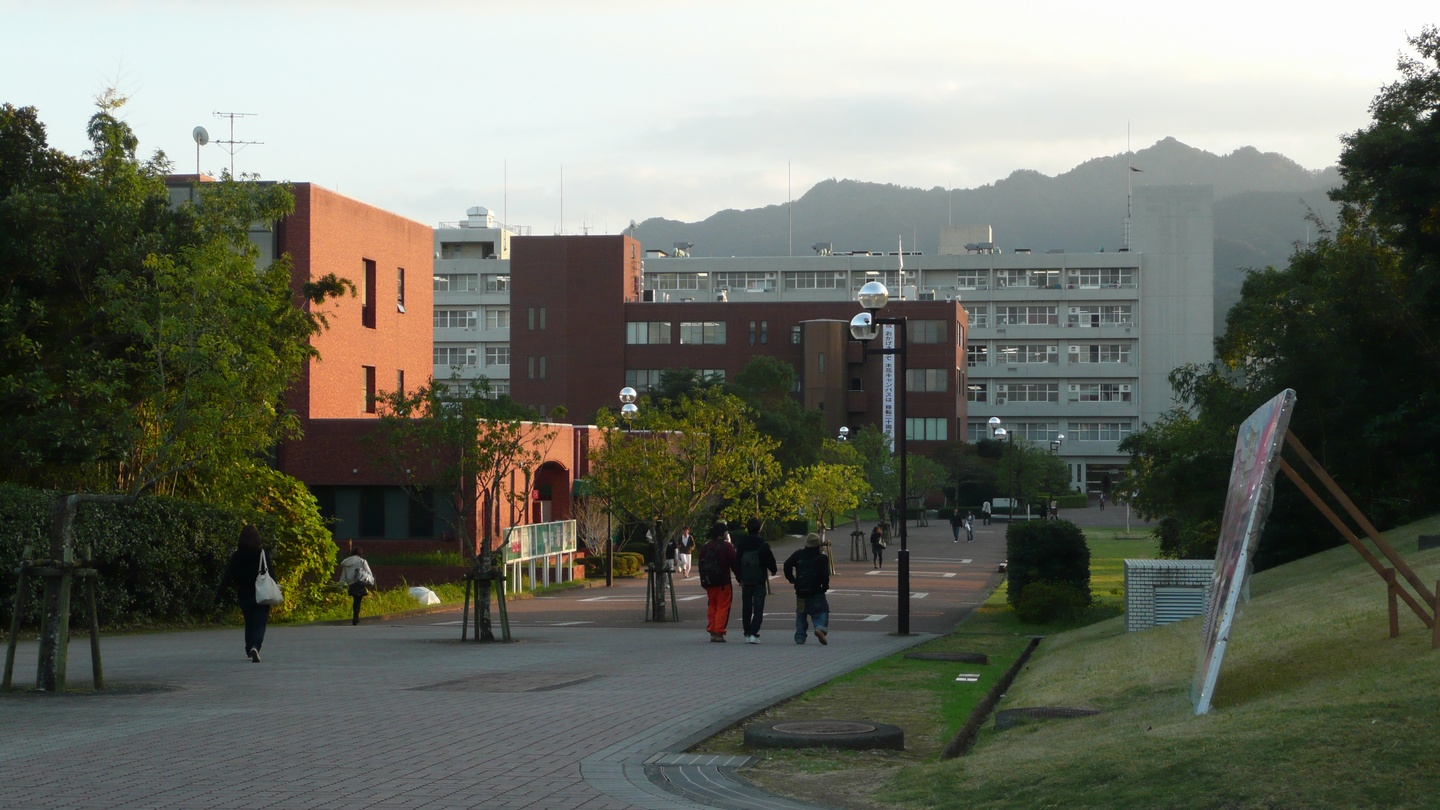
Kibana-Campus

Die Universität Miyazaki (jap. 宮崎大学, Miyazaki daigaku, engl. University of Miyazaki, kurz Miyadai (宮大) oder UOM) ist eine staatliche Universität in Japan. Der Hauptcampus liegt in Miyazaki in der Präfektur Miyazaki.

## Geschichte
Die (ältere) Universität Miyazaki (engl. Miyazaki University) wurde 1949 durch den Zusammenschluss folgender Schulen gegründet:
- die Land- und Forstwirtschaftsfachschule Miyazaki (宮崎農林専門学校, Miyazaki nōrin semmon gakkō, gegründet 1924),
- die Normalschule Miyazaki (宮崎師範学校, Miyazaki shihan gakkō, gegründet 1884),
- die Jugend-Normalschule Miyazaki (宮崎青年師範学校, Miyazaki seinen shihan gakkō, gegründet 1922), und
- das Präfekturale Technikum Miyazaki (宮崎県工業専門学校, Miyazaki-ken kōgyō semmon gakkō, gegründet 1944).

Die Universität wurde mit drei Fakultäten eröffnet: Agrarwissenschaft, Liberal Arts und Ingenieurwissenschaften. Die Fakultät für Liberal Arts wurde 1966 in Pädagogische Fakultät umbenannt, und 1999 dann zur Fakultät für Pädagogik und Kulturwissenschaften verändert. 1984 wurde der heutige Kibana-Campus neu eröffnet, und mit den Jahren zogen die Fakultäten in den Campus um. Der ehemalige Campus der Landwirtschaftlichen Fakultät ist heute der Präfekturale Kulturelle Park mit Museum und Bibliothek (宮崎県総合文化公園, 31° 56′ 2″ N, 131° 25′ 7,6″ O), und im ehemaligen Campus der Pädagogischen Fakultät (bis 1988) befindet sich die Öffentliche Universität Miyazaki (宮崎公立大学, gegründet 1993).
2003 wurde die (ältere) Universität Miyazaki mit der Medizinischen Universität Miyazaki (宮崎医科大学, Miyazaki ika daigaku, gegründet 1974) zur neuen Universität Miyazaki zusammengelegt.

## Fakultäten
- Kibana-Campus (31° 49′ 51,5″ N, 131° 24′ 45,1″ OKoordinaten: 31° 49′ 51,5″ N, 131° 24′ 45,1″ O):
  - Fakultät für Pädagogik und Kulturwissenschaften
  - Fakultät für Agrarwissenschaft
  - Fakultät für Ingenieurwissenschaften
- Kiyotake-Campus (31° 50′ 25,9″ N, 131° 23′ 53,1″ O):
  - Fakultät für Medizin